# Vụ nổ súng ở Trump International Golf Club
Vào ngày 15 tháng 9 năm 2024, một đặc vụ của Cơ quan Mật vụ Hoa Kỳ đã nổ súng vào một nghi phạm, sau đó được xác định là Ryan Wesley Routh, 58 tuổi, người bị cáo buộc là đang ẩn náu với một khẩu súng trường trong bụi rậm tại Trump International Golf Club ở West Palm Beach, Florida. Routh đã bỏ trốn khỏi hiện trường và sau đó bị bắt ở phía tây Stuart, Florida ở Quận Martin, cách Quận St. Lucie vài dặm về phía bắc. Vụ việc xảy ra khi Donald Trump, cựu tổng thống Hoa Kỳ, đang chơi golf tại câu lạc bộ. Các quan chức tin rằng Routh có ý định bắn Trump. Không có thương tích nào được báo cáo. Cục Điều tra Liên bang đang điều tra vụ việc như một vụ ám sát bất thành. Vụ việc xảy ra hai tháng sau một vụ ám sát bất thành trước đó nhằm vào Trump khi ông phát biểu tại một cuộc vận động tranh cử tổng thống ở Butler, Pennsylvania.

## Bối cảnh
Trump International Golf Club được coi là mục tiêu tiềm tàng cho các nỗ lực ám sát Donald Trump. Vụ việc xảy ra 64 ngày sau một vụ ám sát Trump bất thành trước đó tại một cuộc vận động tranh cử ở Butler, Pennsylvania, trong đó Trump bị bắn và bị thương ở tai trên bên phải.

## Vụ việc
Vụ việc xảy ra vào khoảng 1:30 chiều EDT, khoảng 12 giờ sau khi tay súng bị cáo buộc đến, trong khi Trump đang chơi golf tại câu lạc bộ và đang giữa lỗ thứ năm và thứ sáu với người bạn và nhà tài trợ Steve Witkoff.
Người ta thu hồi được tại hiện trường một khẩu súng trường kiểu SKS có ống ngắm, hai ba lô đựng những mảnh gốm có thể làm chệch hướng viên đạn và một camera GoPro.

## Nghi phạm
Ngay sau vụ việc, chính quyền đã xác định nghi phạm là Ryan Wesley Routh, 58 tuổi, cư dân Hawaii. Ông đã sống phần lớn cuộc đời mình ở Greensboro, North Carolina.

## Điều tra
Routh đã bị bắt giữ như một đối tượng tình nghi khi ông đang lái xe về hướng bắc trên đường Liên tiểu bang 95 từ Quận Palm Beach, theo Văn phòng Cảnh sát trưởng Quận Palm Beach.

## Phản ứng
Ngay sau vụ nổ súng, chủ tịch X (Twitter) Elon Musk đã trích dẫn-tweet lại một bài đăng trên trang web với câu hỏi "Tại sao họ muốn giết Donald Trump?", phản hồi rằng "không ai thậm chí cố gắng ám sát Biden/Kamala". Mặc dù ban đầu ông bảo vệ cách diễn đạt của mình, Musk đã xóa tweet sau khi bị lên án rộng rãi, tuyên bố vào ngày hôm sau rằng những phát biểu của ông chỉ là một trò đùa. Nhà Trắng đã ra tuyên bố gọi bình luận của Musk là "vô trách nhiệm", viết rằng "bạo lực chỉ nên bị lên án, không bao giờ được khuyến khích hoặc đùa cợt".